# North-Eastern (Kenia)
North-Eastern („Nordost“) war eine Provinz Kenias, die im Norden an Äthiopien und im Osten an Somalia grenzte. Ihre Hauptstadt war Garissa. Sie entsprach weitgehend dem früheren Northern Frontier District (NFD, „Nördlicher Grenzdistrikt“). Die meisten der rund 1,4 Mio. Einwohner waren Somali. Im Rahmen der Verfassung von 2010 wurden die kenianischen Provinzen aufgelöst. Auf dem Gebiet der Provinz North-Eastern befinden sich heute die Countys Garissa, Mandera und Wajir.

## Bevölkerung
Die etwa 1,4 Millionen Einwohner gehörten mehrheitlich kuschitischsprachigen Volksgruppen an, die traditionell als Nomaden von der Viehzucht leben. Die große Mehrheit unter ihnen stellten die muslimischen Somali, die den Clanfamilien der Darod sowie der Hawiya angehören. Die Westgrenze von North-Eastern entsprach weitgehend der Grenze zwischen den Somali und den Boran (Oromo) in Kenia, es gab jedoch auch in North-Eastern eine Minderheit von Borana und assoziierten Gruppen wie den Sakuye. Seit Ausbruch des Bürgerkrieges in Somalia Anfang der 1990er lebten zudem Somali aus Somalia in den Flüchtlingslagern bei Dadaab.
Das Klima in der Provinz war semi-arid und heiß. Unregelmäßige Niederschläge mit immer wieder auftretenden Dürren und Überschwemmungen stellten Probleme dar und führen zu Abhängigkeit von Nahrungsmittelhilfe.

## Geschichte
Ab dem 16. Jahrhundert drangen im Zuge der Oromo-Expansion die Boran in das Gebiet zwischen dem Fluss Tana – der den südlichen Teil der Westgrenze von North-Eastern bildet – und dem Juba im heutigen Somalia vor. Sie gewannen dabei Einfluss über somaloide Gruppen, die dieses Gebiet bewohnten.
Im 19. Jahrhundert drängten Somali vom Clan der Darod, die von Osten her vorstießen, die Boran weitgehend bis westlich des Tana zurück. Die britische Kolonialmacht Britisch-Ostafrikas sah diese Expansion der als feindlich und kriegerisch geltenden Somali als Bedrohung und beendete sie etwa an der Wende zum 20. Jahrhundert.
Als 1961 in London über die nahende Unabhängigkeit der Kolonie Kenia beraten wurde, forderten Vertreter der Somali den Anschluss des Nordostens an Somalia. Ein Referendum ergab, dass die Somali wie auch die Oromo dies mehrheitlich befürworteten. Dennoch entschied die britische Kolonialverwaltung, die betreffenden Gebiete bei Kenia zu belassen und ihnen in einem föderalistischen System beschränkte Autonomie innerhalb des Landes zu gewähren. Kenia führte nach seiner Unabhängigkeit 1963 allerdings eine zentralistische Regierungsform ein.
Daraufhin begann ein Guerilla-Krieg, in dem Separatisten mit Unterstützung aus Somalia für die Trennung von Kenia kämpften. Die Regierung reagierte mit der Verhängung des Ausnahmezustands und umfangreichen Repressionen gegen die Bevölkerung. 1967 schlossen Kenia und Somalia unter Vermittlung von Kenneth Kaunda ein Friedensabkommen, der Ausnahmezustand dauerte jedoch bis 1991. Teile der Bevölkerung mussten infolge dieses sogenannten „Shifta-Krieges“ die nomadische Lebensweise dauerhaft aufgeben.

## Politische Lage
Seit Ausbruch des somalischen Bürgerkrieges flohen Hunderttausende Somalier in Flüchtlingslager in North-Eastern, insbesondere diejenigen bei Dadaab. Kenia befürchtet daher ein Übergreifen der Konflikte, insbesondere seit in Somalia Islamisten an Bedeutung gewonnen haben. Spätestens seit 2008 dringen Angehörige der extremistischen al-Shabaab ungehindert nach North-Eastern vor, um junge Somalier aus den Flüchtlingslagern wie auch einheimische Somali zu rekrutieren. Vor allem arbeitslose junge Männer werden mit Prämien von mehreren Hundert US-Dollar dazu gebracht, in Somalia kämpfen zu gehen. Auch die kenianische Regierung hat junge Somali rekrutiert, um die somalische Übergangsregierung zu unterstützen.

## Verwaltungsgliederung
North-Eastern war in vier Distrikte eingeteilt:
| Distrikt | Hauptstadt |
| -------- | ---------- |
| Garissa  | Garissa    |
| Ijara    | Ijara      |
| Wajir    | Wajir      |
| Mandera  | Mandera    |